# Томас, Крайслер
Крайслер Томас (англ. Chrysler Thomas; 12 сентября 1934, Гренада — 11 февраля 2013, Нью-Йорк) — гренадский политик, деятель Объединённой лейбористской партии, член правительства Эрика Гейри. После прихода к власти NJM подвергся репрессиям. Эмигрировал и жил в США.

## Политик гейризма
Родился в фермерской семье, занимался сельским хозяйством. Крайслер Томас был сторонником Эрика Гейри, видным деятелем Объединённой лейбористской партии (GULP). На выборах 1976 года был избран в гренадский парламент как представитель GULP. Занимал посты в правительстве Гейри, был заместителем министра здравоохранения и жилищного строительства, министром сельского хозяйства.

## Заключение и эмиграция
15 марта 1979 года, через день после государственного переворота и прихода к власти марксистской партии NJM, Крайслер Томас был арестован как активный деятель гейристского режима. Находился в заключении до 23 октября 1980.
После освобождения выехал в США. Жил в Нью-Йорке, работал в службе безопасности аэропорта имени Джона Кеннеди. Скончался в возрасте 78 лет.

## Семья
Томас Крайслер был дважды женат. Известно, что первая женитьба Крайслера Томаса вызвала семейный конфликт. Брак с Агатой Уэллс пришлось заключать на Тринидаде и Тобаго. В первом браке Томас имел четверых детей.
После кончины Агаты в 1973 Крайслер Томас женился на Лидии Джек, имел с ней двоих детей. Вместе с Лидией проживал в Нью-Йорке.